# Баккер, Митчел
Ми́тчелл Ба́ккер (нидерл. Mitchel Bakker; род. 20 июня 2000, Пюрмеренд, Северная Голландия) — нидерландский футболист, защитник итальянского клуба «Аталанта».

## Клубная карьера
Воспитанник футбольной академии амстердамского «Аякса». 26 сентября 2018 года дебютировал в основном составе «Аякса» в матче Кубка Нидерландов против «Те Верве».
7 июля 2019 года перешёл во французский клуб «Пари Сен-Жермен» в качестве свободного агента, подписав четырёхлетний контракт. 29 января 2020 года дебютировал за ПСЖ в матче Кубка Франции против клуба «По». 15 февраля дебютировал во французской Лиге 1, выйдя в стартовом составе ПСЖ в матче против «Амьена». 24 июля 2020 года вышел в стартовом составе ПСЖ на финальный матч Кубка Франции, в котором парижане обыграли «Сент-Этьен». 31 июля 2020 года Баккер вновь вышел в стартовом составе ПСЖ на финал Кубка французской лиги против «Лиона», в котором парижане одержали победу в серии послематчевых пенальти.

## Карьера в сборной
Выступал за сборные Нидерландов до 15, до 16, до 17, до 18 и до 19 лет.

## Личная жизнь
Отец, Эдвин Баккер, тоже был футболистом, играл за «Аякс», «Гронинген» и «Харлем».

## Достижения
«Пари Сен-Жермен»
- Чемпион Франции: 2019/20
- Обладатель Кубка Франции (2): 2019/20, 2020/21
- Обладатель Суперкубка Франции (2): 2019, 2020
- Обладатель Кубка Лиги: 2019/20
- Финалист Лиги чемпионов УЕФА: 2019/20